# Maria van Hannover (1776-1857)

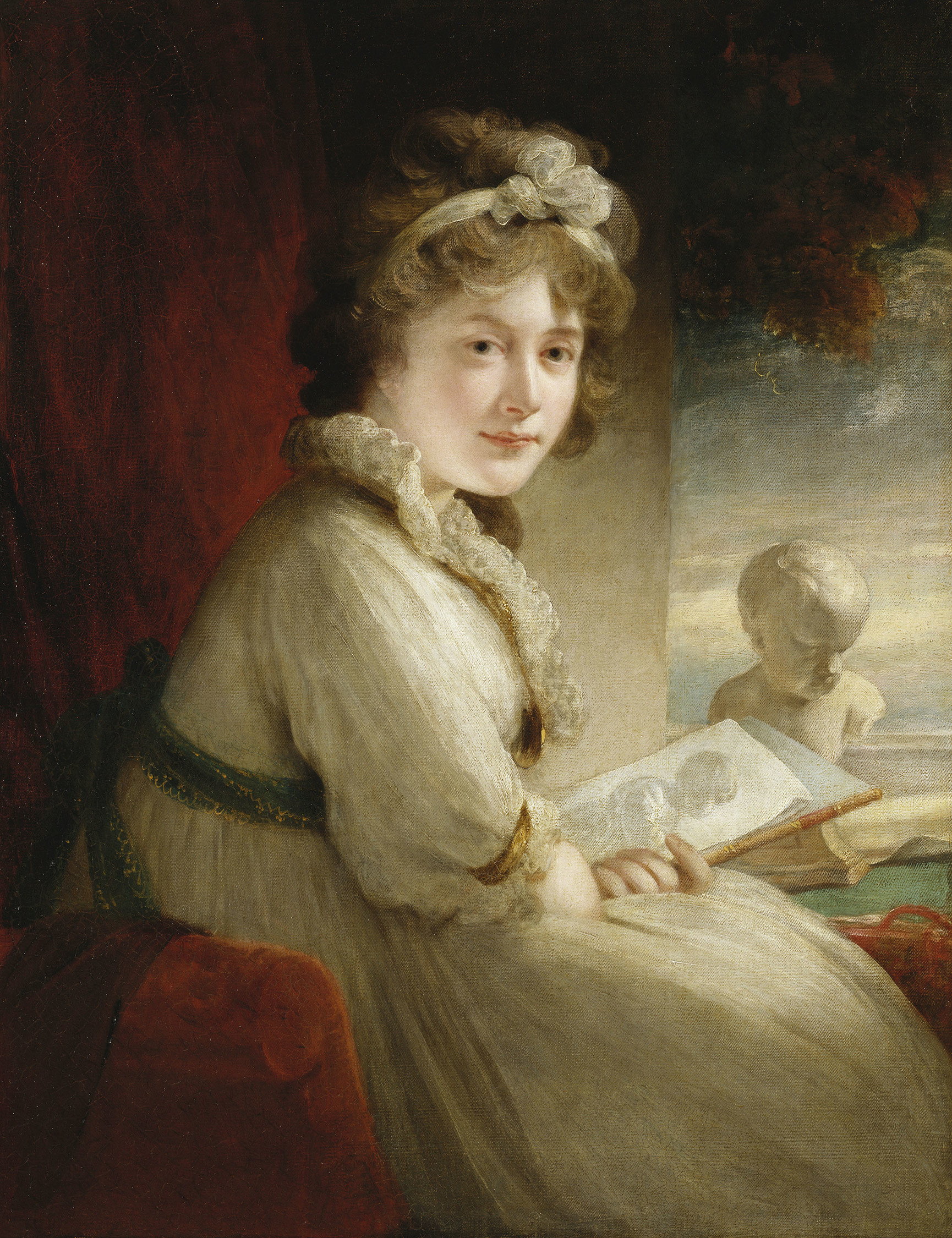
Prinses Maria van het Verenigd Koninkrijk

Maria van het Verenigd Koninkrijk (Engels: Princess Mary, Duchess of Gloucester and Edinburgh) (Buckingham Palace, 25 april 1776 — Gloucester House, Piccadilly, Londen, 30 april 1857) was als dochter van koning George III van het Verenigd Koninkrijk lid van de Britse koninklijke familie.

## Levensloop
Prinses Maria werd geboren op Buckingham Palace, Londen. Ze was het elfde kind en de vierde dochter van koning George III en koningin Charlotte. Maria werd beschermd opgevoed, net als haar zussen. Ze bracht het grootste gedeelte van de tijd dan ook door met haar ouders en zussen. Het nadeel hiervan was dat veel van haar zussen nooit trouwden. Maria was erg hecht met haar oudste broer George IV, met wie ze later zijn walging voor zijn echtgenote Caroline van Brunswijk deelde.
Rond 1795/1796 had Maria een korte relatie met prins Frederik van Oranje-Nassau, jongste zoon van prins Willem V van Oranje-Nassau, en jongere broer van de latere koning Willem I der Nederlanden. Tot een huwelijk kwam het niet, omdat koning George III vond, dat zijn oudere dochters meer recht op een huwelijk hadden dan Maria. Uiteindelijk trad Maria op 22 juli 1816 in het huwelijk met haar neef Willem Frederik van Gloucester, Hertog van Gloucester en Edinburgh. Bij het huwelijk kreeg Willem de aanspreektitel Koninklijke Hoogheid, zodat hij dezelfde titels had als Maria. Het paar vestigde zich in Windsor. Hun huwelijk bleef kinderloos.
Maria stierf in 1857 in het Gloucester House, op Piccadilly, Londen. Haar begrafenis vond plaats in de St George's Chapel van Windsor Castle. Ze stierf als laatste van de kinderen van koning George III en koningin Charlotte.

## Titels
- Hare Koninklijke Hoogheid De Prinses Maria (1776-1816)
- Hare Koninklijke Hoogheid De Hertogin van Gloucester en Edinburgh (1816-1857)

- Biblioteca Nacional de España: XX5443447
- Gemeinsame Normdatei: 130139270
- International Standard Name Identifier: 0000 0000 4796 4131
- Library of Congress Control Number: no2004114584
- Nationale Bibliotheek van Israël: 987007292028405171
- Nederlandse Thesaurus van Auteursnamen: 271536594
- Istituto Centrale per il Catalogo Unico: MUSV023408
- SNAC: w60w1b5j
- Virtual International Authority File: 8485287
- WorldCat: E39PBJtCDWRGjW7jT9RcDWvmBP